# Joan Flotats
Joan Flotats i Llucià (Manresa, 11 de marzo de 1847 - Barcelona, 11 de diciembre de 1917) fue un escultor español. 

## Biografía

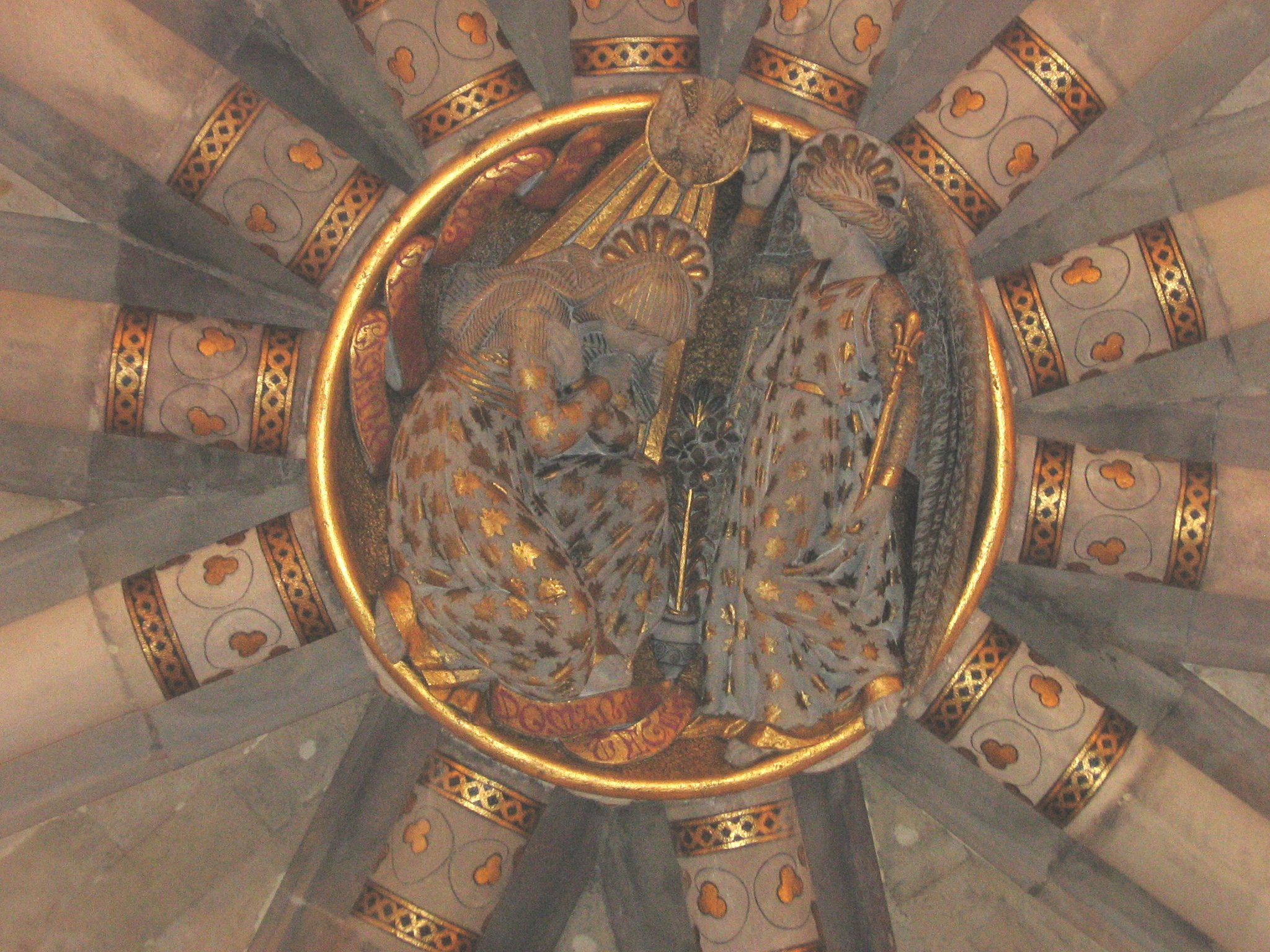
Anunciación, cripta de la Sagrada Familia.

Fue discípulo de los hermanos Agapito y Venancio Vallmitjana. Se dedicó principalmente a la imaginería religiosa y la escultura funeraria. En numerosas obras trabajó asociado a Lluís Puiggener, así como junto a su yerno, Llorenç Matamala.
Entre 1881 y 1883 elaboró la figura de Dánae de la Cascada del Parque de la Ciudadela, un conjunto monumental ubicado en el parque de la Ciudadela, construido entre 1875 y 1888 con un diseño general de José Fontseré, donde participaron diversos escultores, como Rossend Nobas, Venancio Vallmitjana, Eduard B. Alentorn, Josep Gamot, Manuel Fuxá, Francisco Pagés Serratosa y Rafael Atché, además de Flotats. Se encuentra desnuda en el momento previo a la fecundación, acompañada de un amorcillo.

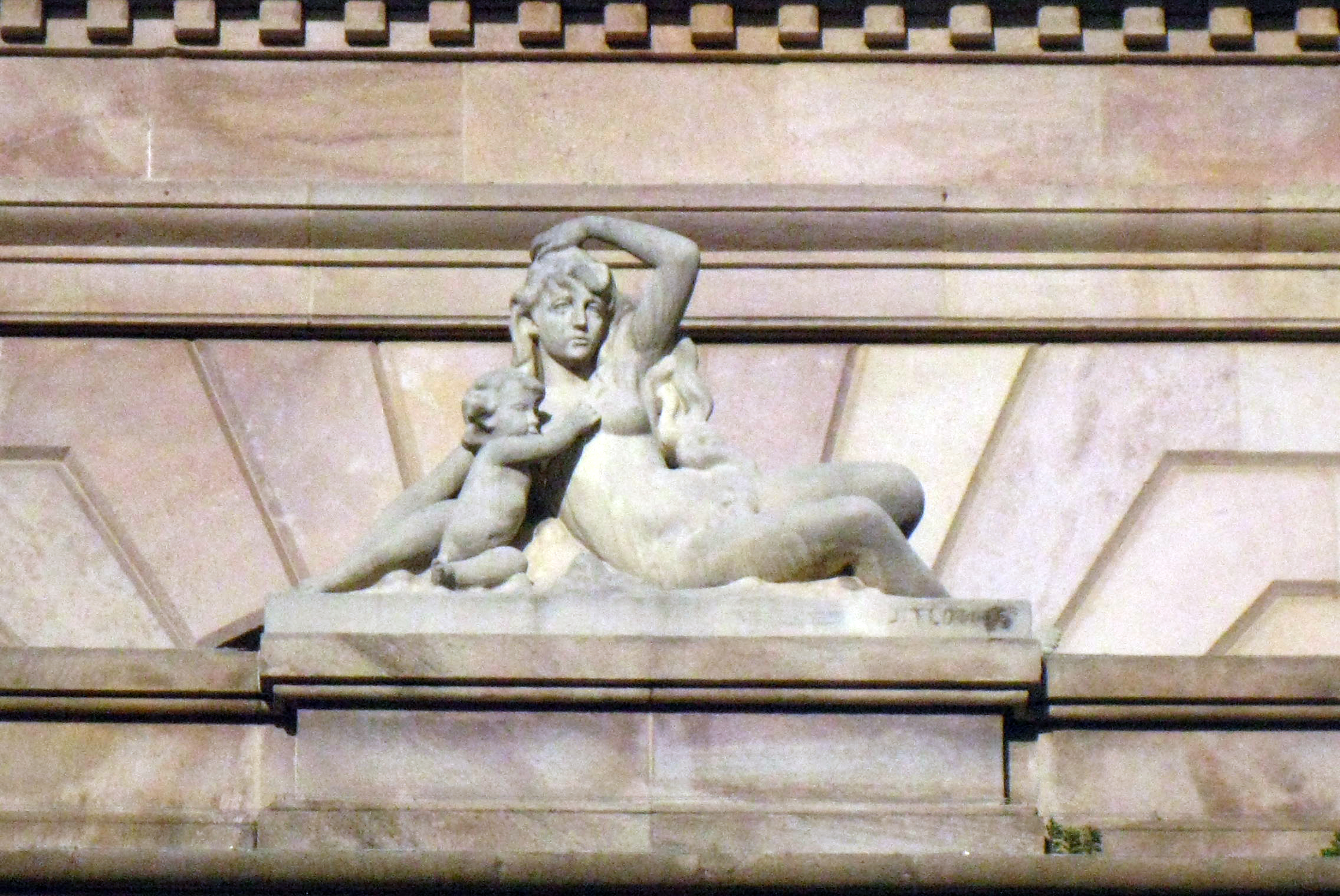
Dánae, Cascada del Parque de la Ciudadela.

En 1888 elaboró la estatua de San Severo para la fachada gótica de la Casa de la Ciudad de Barcelona, sustituyendo a la original de 1550. La figura del obispo de Barcelona se encuentra de pie, vistiendo una capa pluvial y mitra, con un báculo y una Biblia en las manos.
Fue autor de la clave de la bóveda central de la cripta de la Sagrada Familia, obra de Antoni Gaudí, un relieve policromado dedicado a la Anunciación. La Virgen María se encuentra arrodillada, con los brazos cruzados sobre el pecho, aceptando sumisamente la misión que le encomienda Dios; sobre ella se sitúa el Espíritu Santo en forma de paloma, y a su lado el arcángel Gabriel traslada su mensaje a la madre de Jesús, con un brazo alzado con el dedo índice señalando hacia arriba.
Con Gaudí colaboró también en la decoración escultórica de la fachada de la iglesia de las Salesas (1882-1885), obra de Joan Martorell, el maestro de Gaudí, al que ayudó en el trazado de este templo; y en el Palacio Güell (1886-1890), donde realizó una imagen de la Purísima en el altar del gran salón del edificio, que fue destruida en 1936.
Elaboró también un busto de Francesc Vicent García para la localidad de Vallfogona de Riucorb (1879). Realizó las alegorías del Descanso y la Oración en el cementerio de Pueblo Nuevo (1880), así como La Coronación de la Virgen María para el Quinto Misterio de Gloria del Rosario Monumental de Montserrat (1906). En el Museo de Arte Moderno de Madrid tiene una escultura de Isabel II. Se conservan varias obras suyas en el castillo de Santa Florentina en Canet de Mar.
Su hijo Carles Flotats i Galtés fue también escultor.